# Ro Burms
Ro Burms (26 september 1942) is een voormalig Vlaamse televisie- radiopresentator. Burms was jarenlang een van de boegbeelden van de West-Vlaamse tak van Radio 2.
Burms studeerde vier jaar aan het RITCS en begon aansluitend zijn radiocarrière in 1966 voor Radio 2 in het BRT-gebouw op het Flageyplein in Elsene en later bij Radio 2 in Kortrijk. Enkel de laatste jaren van zijn carrière presenteerde hij terug vanuit Brussel. Burms ging in september 2002 op pensioen.
Samen met Els Van Herzeele presenteerde hij tot 1992 op maandagochtend het programma Kwistig met muziek. Samen met Johan Verstreken presenteerde hij dan weer verschillende jaren het populaire radioprogramma Fiestag, nadien opgevolgd door het eveneens door hem gepresenteerde De Zondagsclub op zondagnamiddag. Op 1 september 2002 presenteerde hij de laatste editie van dat programma als zijn afscheid.
Op televisie werd hij op vraag van Jan Van Rompaey een van de presentators en reporters van het humaninterestprogramma Echo. Hij had ook een eenmalige gastrol in een programma van de jeugdserie Merlina.
Burms was ook in de eerste jaren van de Baccarabeker de presentator van het liedjesconcours en werd nadien lid van de jury. Hij zetelde ook in de jury voor Eurosong. 
In 2024 kwam hij tevoorschijn in “Dat Eet Dan Gelukkig Zijn”, een programma gepresenteerd door Bockie De Repper.
Huidig (anno 2022):
Luc Appermont · Cara Cobbaert · Anja Daems · Sandra Deakin · Karolien Debecker · Kim Debrie · Peter De Groot · Lars De Groote · Guy De Pré · Chris Dusauchoit · Dirk Ghijs · Peter Hermans · Wouter Landuyt · Filip Ledaine · Daan Masset · Caren Meynen · Sven Pichal · Marc Pinte · Harald Scheerlinck · Siska Schoeters · Benjamien Schollaert · Showbizz Bart · Sharon Slegers · Jo Van Damme · Niels Vandeloo · Sonny Vanderheyden · Cathérine Vandoorne · Christel Van Dyck · Ruben Van Gucht · Iris Van Hoof · Vanessa Vanhove · Britt Van Marsenille · David Van Ooteghem · Peter Verhulst · Dirk Vlaeyen · Pascal Vranckx · Albrecht Wauters
Voormalig:
Luk Alloo · Johan Anthierens · Nand Baert · Erik Baeyens · Wim Bary · Jos Baudewijn · Flor Berckenbosch · Marcel Beerten · Wilfried Bertels · Marc Brillouet · Els Broeckmans · Fred Brouwers · Edwin Brys · Ro Burms · Walter Capiau · Annemie Coppieters · Harry Creemers · Karel Daerden · Christoff · Conny De Boos · Hein Decaluwé · Jessie De Caluwe · Jo met de Banjo · Gust De Coster · Martin De Jonghe · Paula De Meulder · Els De Vuyst · Frank Dingenen · Michel Follet · Jacky Geerts · Jos Ghysen · Margriet Hermans · Irene Houben · Michel Ilsen · Rita Jaenen · Chris Jonckers · Tante Kaat · Luk de Laat · Jo Leemans · Leki · Kathy Lindekens · Kris Luyten · Micha Marah · Betty Mellaerts · Kaat Mendonck · Freek Neirynck · Line Ooms · Sven Ornelis · Katrien Palmers · Gerard Pollet · Julien Put · Hugo Raspoet · Niko Reynaert · Luk Saffloer · Karel Segers · Lennart Segers · Lutgart Simoens · Rudi Sinia · Dirk Somers · Dré Steemans · Jan Theys · Gene Thomas · Wiet Van Broeckhoven · Marc Van den Hoof · Dieter Vandepitte · Karin Van den Berghe · Thomas Van der Spiegel · Kurt Van Eeghem · Wim Van Gansbeke · Els Van Herzeele · Ilse Van Hoecke · Bert Van Molle · Jan Van Rompaey · Paula Van Wilder · Louis Verbeeck · Karel Vereertbruggen · Herwig Verhovert · Luc Verschueren · Johan Verstreken · Tom Vossen · Eddy Wally · Niels William · Edwin Ysebaert · Zaki